# Hynirhynchus zebra
Hynirhynchus zebra är en tvåvingeart som beskrevs av Lindner 1955. Hynirhynchus zebra ingår i släktet Hynirhynchus och familjen rovflugor. Inga underarter finns listade i Catalogue of Life.